# Jerzy Lassota vel Kaliński
Jerzy Ryszard Lassota vel Kaliński (ur. 15 listopada 1946 r. w Ostaszewie pow. toruński, zm. 15 lipca 2024 r. w Warszawie). – polski malarz, animator życia artystycznego, członek Warszawskiej Grupy Malarzy Niezależni'69, współzałożyciel Fundacji Artbarbakan oraz kilku galerii w Warszawie.

## Życiorys
Rodzice Napoleon Józef Lassota oraz Adela z d. Walencewicz, po II wojnie światowej zamieszkali w Toruniu, gdzie ojciec objął stanowisko zarządcy w majątkach poniemieckich. Tam urodziło się ich dwóch synów: Jerzy i Tadeusz (mieli jeszcze najstarszego syna Ryszarda). Kiedy Jerzy miał cztery lata przenieśli się do Warszawy, gdzie ojciec rozpoczął pracę w Ministerstwie Rolnictwa, a w latach 1957–1961 był posłem na Sejm. Rodzina Lassotów zamieszkała na warszawskiej Woli, na ulicy Staszica, w mieszkaniu, które było domem artysty do końca życia.
Od wczesnej młodości interesował się rysunkiem i zachęcany przez uznanych artystów: Jana Cybisa i Stefana Gierowskiego postanowił zostać malarzem. Nie miał artystycznego wykształcenia, był samoukiem. W 1965 r. ukończył trzyletnią szkołę zawodową w zawodzie frezer. Malarstwa uczył się na obrazach starych mistrzów oraz w Państwowym Ognisku Artystycznym „Nowolipki” w Warszawie, gdzie uczęszczał w latach 60. W 1963 r. razem z Kazimierzem Romualdem Dąbrowskim „Naldkiem” oraz Jackiem Mieliwodzkim dołączył do wystawiających na murach warszawskiego Barbakanu malarzy abstrakcyjnych: Zbigniewa Kupczyńskiego, Waldemara Smolarka, Jana Naliwajki i Jana Soćko (Wagnera), tworząc osobną grupę „realistów”. Wystawiał tam w każdym sezonie letnim, aż do 1967 r., gdy wystawy zostały zamknięte przez milicję.
Po wyjeździe do Świnoujścia i wystawie w kawiarni Parkowa, razem z Naldkiem oraz Mirosławem Długoszem „Mironem” w 1969 r. założył Warszawską Grupę Malarzy Niezależnych (znaną potem jako „Niezalezni’69” – która w czasie swojego funkcjonowania kilkakrotnie zmieniała skład). W tym okresie pisał także wiersze i sztuki teatralne, inscenizowane później przez jego przyjaciół.
W 1972 r. wyjechał do Malmӧ w Szwecji, gdzie dalej tworzył i wystawiał, a także wspólnie z artystami z Galerii Backarna zainicjował powstanie polsko-szwedzkiej grupy Spirallen. W następnym roku przeniósł się do Włoch, gdzie zamieszkał na przedmieściach miasta Piza, Marina di Pisa, nad rzeką Arno. Tam przypadkowo poznał francuskiego hrabiego Regis De Miol-Flavard, który zaprosił go do swojej XIX-wiecznej posiadłości Mas de Bronzet w Beaucaire, niedaleko Arles, gdzie spędził kilka miesięcy od grudnia 1973 r. Podczas pobytu we Francji odwiedził także Paryż, a potem udał się do Niemiec (Münster). Jednak niedługo później, jeszcze w tym samym roku powrócił do Polski. Od tego czasu wystawiał zarówno w kraju, jak i za granicą, m.in. w Szwecji, Niemczech, Finlandii, Danii, ZSRR czy Wielkiej Brytanii.
W 1988 r. otrzymał bezterminowe zaświadczenie z Ministerstwa Kultury i Sztuki do wykonywania zawodu artysty plastyka w dyscyplinie „malarstwo”. Wcześniej musiał odnawiać je co kilka lat.
W 1997 r. wziął udział w programie miejskim prestiżowego wydarzenia w świecie sztuki „Documenta X- Stadtprogram” w niemieckim mieście Kassel.
Nie tylko tworzył i wystawiał, ale także mocno angażował się w działalność społeczno-artystyczną. Był współtwórcą i członkiem powstałej w 1994 r. Wolskiej Integracji Artystycznej (WIA) – nieformalnego zrzeszenie artystów, współpracującego z Wydziałem Kultury dla dzielnicy Wola w Warszawie.
W 1998 r. powrócił z wystawami na mury warszawskiego Barbakanu (wraz z Mironem), a rok później został współzałożycielem Fundacji Artbarbakan. W ramach wydarzenia Artbarbakan, który oficjalnie funkcjonował do 2013 r. odbyło się ponad sto wystaw malarstwa, rzeźby oraz innych wydarzeń artystycznych.
Od 2003 r. grupa Niezależni’69 intensywnie działała na warszawskiej Pradze Północ m.in. otworzyła tam kilka galerii: Mellina Sztuki, Mały Format oraz Galerię N’69; organizowała wystawy, wydarzenia artystyczne oraz angażowała się w pomoc dzieciom i młodzieży z trudnych środowisk.
W 2017 r. Lassota rozpoczął współprace z Fundacją Skarbnica Sztuki, będącą obecnie największym kolekcjonerem jego dzieł. Poza tym większa część jego twórczości znajduje się w rękach prywatnych kolekcjonerów, głównie w Niemczech i Szwecji, a także w Polsce w Osiecku.
Był bardzo związany z Wolą i zaangażowany w działania dzielnicy na polu artystycznym. W 2021 r. został wyróżniony w ramach projektu Wolskiego Centrum Kultury jako „Ikona Woli”.
Tworzył do końca swoich dni, upatrując w malarstwie najważniejszy sens swojego istnienia.
Zmarł 15 lipca 2024 r. w Szpitalu Wolskim w Warszawie.

## Twórczość
Zajmował się głównie malarstwem olejnym, ale także gwaszem, akwarelą oraz rysunkiem ołówkiem, pastelą i piórkiem, ilustrował także książki i tomiki wierszy. Był niezwykle zdyscyplinowany i pracowity. Kolega z grupy Naldek nazwał go „gigantem pracy”, tworzącym corocznie niezliczone ilości rysunków i obrazów, szukającym niezmiennie nowych inspiracji i wypracowującym coraz to nowy styl. W czasie sześćdziesięciu lat pracy twórczej wielokrotnie zmieniał konwekcję swojego malarstwa, twierdził także, że „czuje się rozdarty między realizmem a abstrakcją”, ponieważ wiele jego prac oscylowało na pograniczu tych kierunków. Ukochany przez malarza temat to akty kobiecie, malowane na setki sposobów. Poza tym tworzył portrety, pejzaże, sceny rodzajowe oraz kompozycje czysto abstrakcyjne. 
Zdarzyło mu się (choć epizodycznie) podejmować tematykę historyczną. W 1997 r. wraz z Mironem namalował wielkoformatowe dzieło (4 × 2 m) zatytułowane „Electio Viritim”, z okazji postawienia na warszawskiej Woli pomnika upamiętniającego miejsce wyboru królów polskich. Natomiast w 2000 r. powstał obraz „Polska 2000” ukazujący dzieje polskiego narodu. Dzieło Lassoty i Mirona było prezentowane m.in. w Pałacu Radziwiłłów w Warszawie oraz Galerii POSK (Polski Ośrodek Społeczno-Kulturalny) w Londynie.

## Wybrane wystawy indywidualne oraz z Warszawską Grupą Malarzy Niezależni'69
- 1963–1967 – Mury Barbakanu, Warszawa
- 1967 – Ciechanów, Dom Kultury
- 1972 – Malmö, Galeria Gideon Gustafsson (G.G)
- 1973 – Malmö, Galeria Backarna, Galeria Vaster
- 1973 – Piza, Galeria L'Arcadia
- 1974 – Beaucaire (Prowansja), Mas de Bronzet
- 1974 – Münster-Stadttheater
- 1974 – Darmstadt, Galeria Keller Schloss
- 1975 – Malmö, Galeria G.G
- 1976 – Warszawa, Galeria KMPiK-Wola
- 1976 – Kopenhaga, Galeria Den Frie
- 1977 – Warszawa, Galeria KMPiK-Bródno
- 1978 – Nässjö, Kulturhuset
- 1980 – Helsinki, Galeria Picasso
- 1981 – Warszawa, Muzeum Woli
- 1983 – Essen, Essener Forum Bildener Künstler
- 1983 – Sztokholm, Galeria M
- 1984 – Darmstadt, Stadttheater
- 1985 – Malmö, Galeria Bernce
- 1988 – Mülheim, Stadtmuseum
- 1989 – Duisburg, Galeria Cubus
- 1989 – Bonn, Parlamentarische Gesellschaft Haus
- 1989 – Warszawa, Galeria Promocyjna
- 1989 – Elbląg, Galeria El
- 1990 – Kaliningrad (Królewiec), Państwowa Galeria Sztuki
- 1995 – Freiburg, Goethe Institut
- 1997 – Kassel, Documenta X-Stadtprogram
- 1997 – Warszawa, Galeria Forma & Colour
- 2000 – Londyn, Galeria POSK
- 1997-2013 – Warszawa, Artbarbakan
- 2010 – Saerbeck, Rathaus, Haus Buck
- 2014 – Warszawa, Galeria N'69
- 2018 – Warszawa: Galeria Fundacji Skarbnica Sztuki, Staromiejski Dom Kultury
- 2019 – Szczecin, Zamek Książąt Pomorskich
- 2019 – Warszawa: Galeria Fundacji Skarbnica Sztuki, Wolskie Centrum Kultury, Muzeum Warszawskiej Pragi
- 2021 – Warszawa: Galeria Fundacji Skarbnica Sztuki, Wolskie Centrum Kultury
- 2024 – Warszawa, Wolskie Centrum Kultury